# US Open de 1993
O US Open de 1993 foi um torneio de tênis disputado nas quadras duras do USTA Billie Jean King National Tennis Center, no Flushing Meadows-Corona Park, no distrito do Queens, em Nova York, nos Estados Unidos, entre 30 de agosto e 12 de setembro. Corresponde à 26ª edição da era aberta e à 113ª de todos os tempos.

## Finais

### Profissional
| Categoria | Evento    | Campeã(s)(o/ões)                      | Vice-campeã(s)(o/ões)              | Resultado     | Chave(s)  | Chave(s)       |
| --------- | --------- | ------------------------------------- | ---------------------------------- | ------------- | --------- | -------------- |
| Simples   | Masculino | Pete Sampras                          | Cédric Pioline                     | 6–4, 6–4, 6–3 | principal | qualificatório |
| Simples   | Feminino  | Steffi Graf                           | Helena Sukova                      | 6–3, 6–3      | principal | qualificatório |
| Duplas    | Masculino | Ken Flach Rick Leach                  | Martin Damm Karel Nováček          | 6–7, 6–4, 6–2 | principal | principal      |
| Duplas    | Feminino  | Arantxa Sánchez Vicario Helena Suková | Amanda Coetzer Inés Gorrochategui  | 6–4, 6–2      | principal | principal      |
| Duplas    | Misto     | Helena Suková Todd Woodbridge         | Martina Navrátilová Mark Woodforde | 6–3, 7–6      | principal | principal      |

### Juvenil
| Categoria | Evento    | Campeã(s)(o/ões)               | Vice-campeã(s)(o/ões)         | Resultado | Chave(s)  | Chave(s)       |
| --------- | --------- | ------------------------------ | ----------------------------- | --------- | --------- | -------------- |
| Simples   | Masculino | Marcelo Ríos                   | Steven Downs                  | 7–6, 6–3  | principal | qualificatório |
| Simples   | Feminino  | Maria-Francesca Bentivoglio    | Yuka Yoshida                  | 7–6, 6–4  | principal | qualificatório |
| Duplas    | Masculino | Neville Godwin Gareth Williams | Ben Ellwood James Sekulov     | 6–3, 6–3  | principal | principal      |
| Duplas    | Feminino  | Nicole London Julie Steven     | Hiroko Mochizuki Yuka Yoshida | 6–3, 6–4  | principal | principal      |